# 八代美奈畝
八代美奈畝（日语：八代 みなせ，1985年2月3日—），是日本岐阜縣岐阜市出身的寫真偶像、演員。

## 人物
起初名義活動，後改同音藝名，主要從事寫真、形象女郎等工作；迷人之處是「笑顏與鎖骨」，並以女優為志向。
2007年7月31日，獲選三洋物產彈珠機代言人「第3代瑪琳小姐」成員；同年因主演內容誇張血腥的B級片《機關槍少女》（The Machine Girl）而廣為人知。

## 外部連結
- 的X（前Twitter）